# Francisco Bazán
Francisco de Paula Bazán Landi (Lima, 10 de octubre de 1980), conocido también por su sobrenombre Paco, es un exfutbolista, actor y presentador de televisión peruano. Se desempeñaba en la posición de guardameta.

## Biografía
Es hijo del doctor Carlos Bazán Zender, exministro de Salud, y de Beatriz Landi Bonaffe. Realizó sus estudios escolares en el Colegio Markham de la ciudad de Lima. Posee también la nacionalidad italiana por ascendencia.

## Trayectoria deportiva
A los once años fue enrolado por la Academia Cantolao, en donde permaneció hasta la edad de dieciséis años, llegando a convertirse en el arquero titular y figura del equipo de la Categoría 80. En 1996, al disolverse la categoría 80 en el Cantolao, pasó al Sport Agustino de la segunda división del Perú, para luego ser enrolado en las divisiones menores del Club Universitario de Deportes donde culminó su formación. Fue promocionado al primer equipo de Universitario de Deportes a los diecisiete años por el técnico argentino Osvaldo Piazza y mostró grandes condiciones desde su debut en la primera división.
En 1999, luego de formar parte del plantel de Universitario que obtuvo el título nacional de 1998, el club decidió prestarlo a la Universidad Técnica de Cajamarca con el fin de que adquiera continuidad de partidos ante su tan corta edad. Ese mismo año el club Juan Aurich de Chiclayo solicitó a Universitario su préstamo para la segunda parte del campeonato. Culminado su préstamo en el Juan Aurich, retornó a Universitario para la temporada 2001. Sin embargo, la conducción técnica de ese entonces no mostró mucho interés por su vuelta y fue cedido en préstamo al Deportivo Pesquero.
A su regreso a Universitario de Deportes, tuvo una notable participación en la Copa Merconorte 2001, recibiendo cuatro goles en cinco encuentros. En enero de 2004, fue contratado por el Pontevedra C. F., de la Segunda División B de España, siendo titular desde su llegada y logrando, como referente del equipo, el Campeonato de la Liga Regular y la hazaña de ascender a la Segunda División A después de veintiocho años. Regresó al Perú en el año 2006 para jugar un semestre en el Alianza Atlético de Sullana con el que hizo un muy buen Torneo Apertura mostrando su crecimiento y progresos como arquero.
Fue tentado nuevamente por el fútbol europeo, esta vez a Chipre por el Anorthosis Famagusta, ocupando el tercer lugar en la liga, clasificando para la etapa previa de la Copa de la UEFA y además obtuvo la Copa de Chipre. Para la temporada 2007-2008, fue contratado por el Olympiakos Nicosia en donde permaneció hasta diciembre de 2007. En el año 2008, regresó nuevamente al fútbol peruano, para defender la casaquilla del Cienciano, y, en enero de 2009, fue transferido al Universitario de Deportes y consiguió el campeonato de ese año. El año 2010, anunció su retiro debido a una lesión crónica al hombro y brazo.

## Selección nacional
Integró desde los 15 años todas las selecciones peruanas, participando en el Campeonato Sudamericano Sub-17 de 1997 en Paraguay, en el Campeonato Sudamericano Sub-20 de 1999 en Argentina y en el Torneo Preolímpico Sudamericano Sub-23 de 2000 realizado en Brasil. Con la selección de mayores, fue el arquero suplente en la Copa América 2001. Además, fue convocado en tres ocasiones para las eliminatorias para la Copa Mundial de Fútbol de 2002.

### Participaciones en Copa América
| Copa              | Sede     | Resultado        |
| ----------------- | -------- | ---------------- |
| Copa América 2001 | Colombia | Cuartos de final |

## Clubes
| Club                      | País   | Año       |
| ------------------------- | ------ | --------- |
| Universitario de Deportes | Perú   | 1996      |
| Universitario de Deportes | Perú   | 1997      |
| Universidad San Marcos    | Perú   | 1998-1999 |
| Cienciano                 | Perú   | 1999      |
| Atlético Grau             | Perú   | 1999-2000 |
| Deportivo Pesquero        | Perú   | 2001      |
| Universitario de Deportes | Perú   | 2001-2003 |
| Pontevedra                | España | 2004-2005 |
| Alianza Atlético          | Perú   | 2006      |
| Apoel                     | Chipre | 2006-2007 |
| Universitario de Deportes | Perú   | 2009      |

## Palmarés

### Campeonatos nacionales
| Título                    | Club                      | País   | Año     |
| ------------------------- | ------------------------- | ------ | ------- |
| Primera división del Perú | Universitario de Deportes | Perú   | 1998    |
| Torneo Apertura           | Universitario de Deportes | Perú   | 1999    |
| Torneo Apertura           | Universitario de Deportes | Perú   | 2002    |
| Segunda División B        | Pontevedra C. F.          | España | 2003-04 |
| Copa de Chipre            | Anorthosis Famagusta      | Chipre | 2006-07 |
| Primera división del Perú | Universitario de Deportes | Perú   | 2009    |

## Trayectoria televisiva y radial
Tras su retiro del fútbol, Bazán se incursionó como modelo publicitario, además de estudiar en el taller de actuación del actor argentino Sergio Paris.
En 2012, fue comentarista deportivo de Gol noticias, del canal Gol TV (especialmente en Perú). 
En 2013, fue copresentador del reality show de baile El gran show junto con Gisela Valcárcel, además de protagonizar la obra La heredera al lado de Regina Alcóver.
En 2013, protagonizó en la miniserie Los amores de Polo, interpretando al desaparecido compositor Augusto Polo Campos y en 2014, en la obra teatral Una chica en mi clóset, bajo la dirección de Osvaldo Cattone.
En 2015, participó en la serie televisiva Al fondo hay sitio, como el piloto Richard Wilkinson Battlefield, y posteriormente, en Ven, baila, quinceañera, como Mateo. 
En la actualidad, conduce El deportivo, en otra cancha, de la televisora ATV. En 2021 fue presentador para la cobertura de los Juegos Olímpicos, que tuvo baja audiencia.

### Filmografía
Televisión
- El deportivo, en otra cancha (2021-presente) como el mismo (presentador).
- Mi gente dice (2019-2020) como él mismo (presentador).
- El deportivo (2018-2021) como él mismo (presentador).
- Al fondo hay sitio (2015-2016) como Richard Wilkinson Battlerfield (rol principal).
- El gran show (2013 ) como él mismo (copresentador).
- Día 6 (2017-2018) como él mismo (presentador).
- Los amores de Polo (2013) como Augusto Polo Campos (protagónico).
- Ven, baila, quinceañera (2015) como Mateo (rol recurrente).
- Gol noticias (2012-2013) como él mismo (panelista).
- Ana Cristina  (2011) como el sobrino de Kukuchi (rol recurrente)

 Teatro 
- La heredera (2013)
- Una chica en mi clóset (2014)

Radio
- Paco en su cancha (2022-presente) como él mismo (locutor, por Radiomar, junto con Claudia «Canchita» Centeno).
- Paco en PBO (2021-2022) como él mismo (locutor, por PBO Radio).
- Románticos con Ritmo (2023-presente) como él mismo (locutor, por Ritmo Romántica, junto con Lesly Carol).

Cine
- Gemelos sin cura (2017) como Vicario Antonio (rol principal).